# Leiopotherapon plumbeus
Leiopotherapon plumbeus és una espècie de peix pertanyent a la família dels terapòntids.

## Descripció
- Pot arribar a fer 15,9 cm de llargària màxima.[3][4]

## Hàbitat
És un peix d'aigua dolça, demersal i de clima tropical.

## Distribució geogràfica
Es troba a Asia: l'illa de Luzon (les illes Filipines).

## Observacions
És inofensiu per als humans.